# Barbara Foria
Barbara Foria (Napoli, 28 luglio 1975) è un'attrice, conduttrice televisiva, comica, autrice e conduttrice radiofonica italiana.

## Biografia
Barbara Foria nasce a Napoli il 28 luglio 1975. Dopo aver conseguito la laurea in Giurisprudenza presso l'Università Federico II di Napoli, decide di abbandonare le aule di tribunale per dedicarsi all’ars comica, sua vera vocazione.
Nel 2003 partecipa a diversi programmi televisivi per la Rai, LA7 e Comedy Central. Tra questi Tintoria show, Pirati, Assolo comicità in tour e Cuore Al centro della coppia. Lavora per molti anni a teatro al fianco di Rosalia Porcaro nello spettacolo Sessosenzacuore.com, per la regia di Serena Dandini e nel 2009 è uno dei volti di Rai 4, inviata di spicco dell’irriverente magazine Sugo di Gregorio Paolini.
Il successo arriva nel 2010 grazie al programma Palco e retropalco in onda su Rai 3. Qui, nel suo primo "one woman show" porta in scena Meglio un uomo oggi che un marito domani, scritto a quattro mani con L. Recano, riadattato per la televisione da Gregorio Paolini e Simonetta Martone e diretto da Cristina Fayad.
Nella stagione televisiva 2012 Barbara Foria approda su Italia 1 ed entra nel cast di Colorado. La sua partecipazione al programma viene confermata nelle stagioni seguenti che la vedono impegnata nella parodia di Scianel di Gomorra, diventata virale anche sul web.
Nello stesso anno su Comedy Central è protagonista del “all woman show” Bambine cattive, degli appuntamenti itineranti Comicittà on tour e Comedy on tour, ed entra nel cast di Comedy on the beach, Palco e doppio palco.
A gennaio 2013 entra nel mondo del calcio al fianco di Simona Ventura, in qualità di intervistatrice ed inviata, nel programma Cielo che gol! sul canale Cielo di Sky. Sempre al fianco di Simona Ventura nel 2015 vola a Tirana dove diviene parte del cast fisso del talent calcistico Leyton Orient in onda su Agon Channel.
Nel 2014, in Libano, prende parte all'iniziativa Missione Ottovolante – Live Show per Radio 2. Ospite del contingente italiano, presso la base Millevoi di Shama a Sud di Beirut, insieme agli altri conduttori del programma, l'artista aveva il compito di rallegrare la quotidianità dei soldati italiani impegnati nella missione di pace.
Nel 2015, anno che la vede impegnata a 360 gradi tra teatro, tv, cinema e radio, entra nella grande famiglia di RTL 102.5, diventando una delle conduttrici di punta con la trasmissione Chi c'è c'è, chi non c'è non parla.
Nel 2017 è nel cast della fiction Un passo dal cielo 4, nel ruolo di una blogger, e torna nello stesso anno al fianco di Simona Ventura diventando comica fissa del programma Mediaset Selfie - Le cose cambiano dove lancia il tormentone "Bella dentro".
Nonostante gli impegni televisivi Barbara Foria non interrompe la carriera teatrale e porta sui palcoscenici di tutta Italia spettacoli come Il piacere è tutto mio!, Gli uomini preferiscono le tonte, Love cost, A qualcuno piace in saldo!. Fino ai più recenti Volevo una cena romantica... e l'ho pagata io! ed Euforia diretti da Claudio Insegno nelle stagioni 2017-2018 al Teatro Manzoni di Milano, al Teatro Sala Umberto di Roma e al Teatro Nuovo di Milano.
Nello stesso anno, nelle sale cinematografiche, è una delle protagoniste del cinepanettone Natale da chef, diretto da Neri Parenti.
Nel 2019 partecipa alla ventesima edizione di Colorado portando la rubrica "Vanity Foria" e lanciando la trap neomelodica "Miss BabaQ", suo nuovo personaggio. Sempre nello stesso anno recita nella commedia tutta al femminile Burraco fatale, diretta da Luciana Gamba.
Nel 2020 è nel cast del programma di intrattenimento di Italia 1 Enjoy e in quello fisso della nuova edizione di Quelli che il calcio dove interpreta svariati personaggi.

## Filmografia

### Cinema
- Lo Spezzone, regia di Vincenzo Caiazzo – cortometraggio (2003)
- Vittima della storia, regia di Simona Cocozza – cortometraggio (2006)
- Favorite!, regia di Nicolangelo Gelormini – cortometraggio (2009)
- All'ultima spiaggia, regia di Gianluca Ansanelli (2012)
- Fausto & Furio, regia di Lucio Gaudino (2015)
- Natale da chef, regia di Neri Parenti (2017)
- Burraco fatale, regia di Giuliana Gamba (2020)
- Chi ha rapito Jerry Calà?, regia di Jerry Calà (2023)
- Il mio regno per una farfalla, regia di Sergio Assisi (2024)

### Televisione
- Un medico in famiglia – serie TV (2014)
- Saluti da mamma e papà – sitcom (2016)
- Un passo dal cielo – serie TV (2016)
- Mina Settembre 3- serie tv (2025)

## Programmi TV
- Pirati show (Canale 34, 2000)
- La sai l'ultima? (Canale 5, 2002)
- Insieme (Antenna Sicilia, 2003)
- Assolo (LA7, 2004)
- Una gara tutta da ridere (Antenna 3, 2004)
- Chi c'è c'è, chi non c'è ciao (TSI 2, 2005)
- Ave Cesare (GBR, 2005)
- Anteprima Miss Italiaì (Telenorba, 2005) – inviata
- Ride...Rai (Rai 1, 2005)
- Trambusto (Teleroma 56, 2005)
- Tassì bus e metrò (Canale 21, 2005)
- Cominciamo bene (Rai 3, 2006)
- Tintoria show (Rai 3, 2006-2008)
- One man show (TSI 2, 2006)
- Notte mediterranea (Rai 2, 2007)
- Comicittà in tour (Comedy Central, 2008)
- Pirati (Rai 2, 2008) – inviata
- Sugo (Rai 4, 2009) – inviata
- Cuork - Viaggio al centro della coppia (LA7, 2009)
- Palco e retro palco (Rai 3, 2010)
- Bambine cattive (Comedy Central, 2012)
- Colorado (Italia 1, 2012, 2014-2019)
- Cielo che gol! (Cielo, 2013) – inviata
- Comedy on the beach (Comedy Central, 2014)
- Leyton Orient (Agon Channel, 2014)
- Palco e doppio palco (Comedy Central, 2016)
- La vita in diretta (Rai 1, 2017-2018)
- Selfie - Le cose cambiano (Canale 5, 2017)
- Enjoy - Ridere fa bene (Italia 1, 2019)
- Quelli che il calcio (Rai 2,  2020-2021)
- Cortesie in famiglia (Real Time, 2021)
- Alessandro Borghese - Celebrity Chef (TV8, 2022) – concorrente
- Only Fun – Comico Show (Nove, 2022)
- Questa è casa mia! (Real Time, 2022)
- Pazzi di Napoli (Food Network, dal 2023)

## Radio
- Chi c'è c'è, chi non c'è non parla (RTL 102.5, dal 2015)
- Noi dire Gol (RTL 102.5, 2021)

## Web
- Imbucate a Sanremo (TIMvision, 2020)

## Eventi
- Festival cabaret in rosa (Torino, 2006)
- Colorado lab (2013)
- Festival del cabaret (Martina Franca, 2014)

## Teatro
- Sabato, domenica e lunedì di Eduardo De Filippo, regia di S. Di Marzo (1995)
- 'O scarfalietto di Eduardo Scarpetta, regia di S. Di Marzo (1996)
- Napoli milionaria di Eduardo De Filippo, regia di Nello Mascia (1997)
- Natale in casa Cupiello di Eduardo De Filippo, regia di Nello Mascia (1998)
- La svolta di B. Foria, N. Iorio, G. Del Mastro, S. De Falco, regia di G. Del Mastro (1999)
- Lezioni di storia impossibile, regia di M. Colopi (2002)
- Assundam e le sue sorelle, regia di Rosalia Porcaro, con Rosalia Porcaro (2005)
- Parola di donna di G. Ansanelli, regia di Marco Simeoli (2007)
- Sesso senza cuore.com di Rosalia Porcaro, regia di Serena Dandini (2007)
- Sto matrimonio non sa d'affare! di B. Foria, L. Recano, regia di Marco Simeoli  (2008)
- Meglio un uomo oggi che un marito domani di B. Foria, L. Recano, regia di Gregorio Paolini (2009)
- Il piacere è tutto mio! di B. Foria, M. Orfei, L. Recano e S. Vigilante, regia di G. Ansanelli (2011)
- Quattro strane donne e un capodanno di G. Ricciardi, regia di Patrizio Cigliano (2011)
- Gli uomini preferiscono le tonte di G. Ricciardi, regia di M. Simeoli (2013)
- E che cats!! Un altro musical? di C. Insegno e F. Nunzi, regia di F. Arienzo (2014)
- Love cost. A qualcuno piace in saldo! di B. Foria, G. Ricciardi, D. Tiano, regia di P. Savino (2014)
- Volevo una cena romantica e... L'ho pagata io! di B. Foria, M. Rossi, D. Ceva e G. Ricciardi, regia di C. Insegno (2015)
- Stremate dalla luna di G. Ricciardi, regia di Michele La Ginestra (2016)
- Comedy tour 2017 (2017)
- Volevo una cena romantica e... L'ho pagata io!, regia di C. Insegno (2017)
- Euforia di B. Foria, S. Vigilante, M. D'angelo, C. Insegno, regia di C. Insegno (2018)

## Cabaret
- La colpa non è mia di Barbara Foria e Luciano Recano (2003)
- Faccia da comico, a cura di Serena Dandini (2004)
- Euforia! di Barbara Foria e Francesco Saverio Morese (2006)
- Il matrimonio può attendere di Barbara Foria (2007)

## Riconoscimenti
- Premio del festival Cabaret in rosa – Torino (2003)
- Premio Charlot – Salerno (2014)
- Premio Stelle del sud – Camigliatello Silano (2014)
- Premio Persefone – Roma (2019)